# Димитрий III (царь Абхазии)
Димитрий III (груз. დემეტრე III; ? — 975) — царь Абхазии с 967 по 975 год.

## История
Деметрий III сменил своего брата Леона III, который умер без наследника мужского пола в 967 году. Верность дворян абхазской короне была далеко не стабильной. Дворянская группа собралась и обратилась к его младшему брату Феодосию, который жил в изгнании в Византии, чтобы отстаивать свои права на престол. Самозванец и его последователи были быстро побеждены Деметрием III. Феодосий сначала укрылся в Картли с неким Адарнасом, затем с Давидом III, где он оставался некоторое время, и, наконец, двинулся при дворе кахетинского князя Квирке II. Димитрию III удалось убедить Феодосия организовать примирение, последний согласилось вернуться в Абхазию с гарантиями личной безопасности, подтвержденными клятвами перед католикосом и духовенством. Центральное правительство было все ещё достаточно сильным, чтобы справиться с местным сепаратизмом, но не для преодоления растущего структурного кризиса. Слабость правительства вызвала ещё один акт жестокости. Димитрий поймал своего брата Феодосия на заговоре и ослепил его. Этот поступок вызывает возмущение его подданных.
Тем не менее Димитрий тоже умирает бездетным, а Феодосий (ок. 975—978) становится единственным наследником престола Абхазии..